# Actinote rubrocellulata
Actinote rubrocellulata is een vlinder uit de familie van de Nymphalidae. De wetenschappelijke naam van de soort is voor het eerst geldig gepubliceerd in 1960 door Hayward.